# .kp

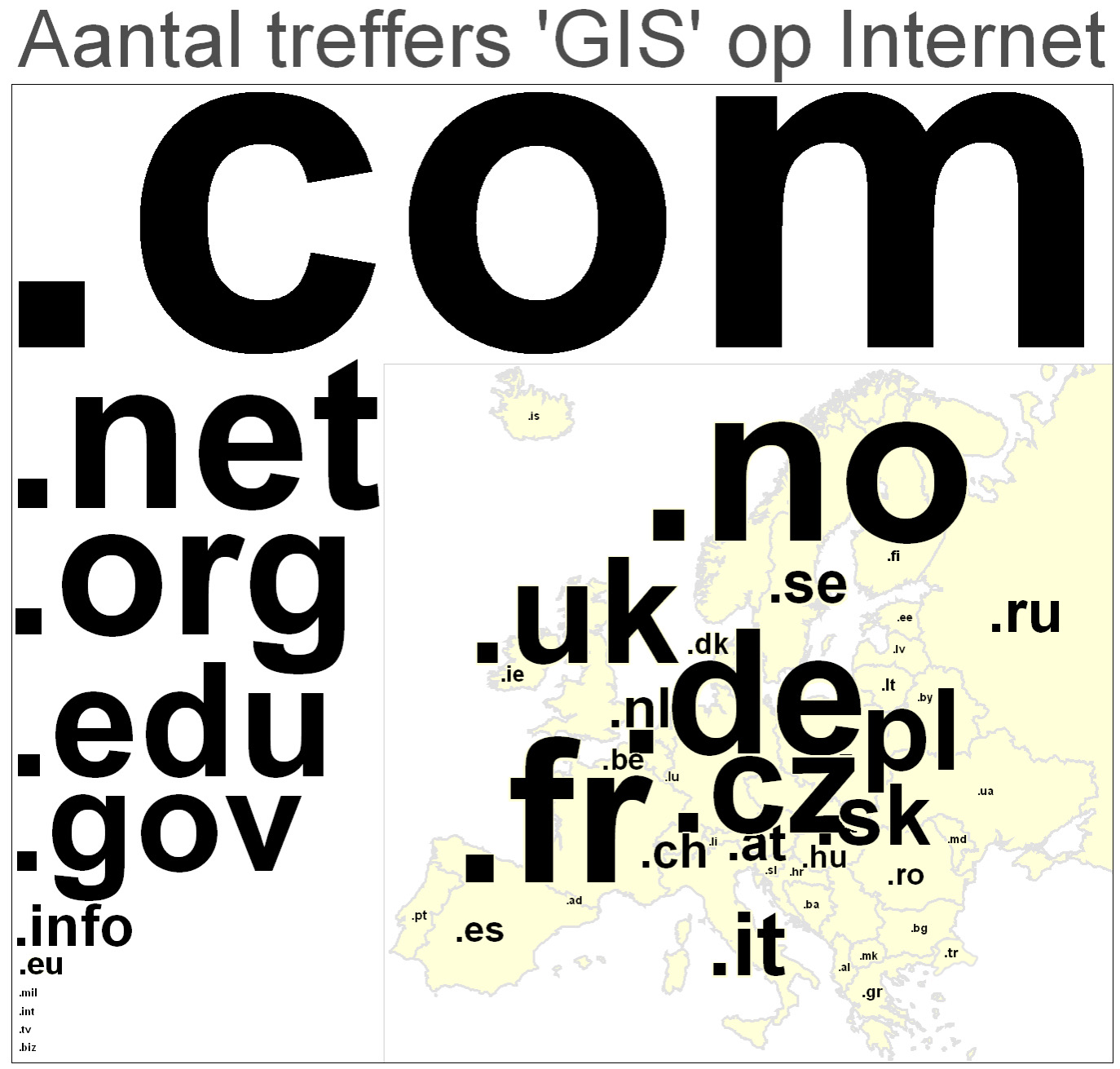
تصویری از پسوند های دامنه های اینترنتی

پسوند kp. پسوند دامنه اینترنتی متعلق به جمهوری دموکراتیک خلق کره (کره شمالی) می‌باشد. این پسوند در تاریخ ۲۴ سپتامبر ۲۰۰۷ ساخته شد. در حال حاضر، ۲۸ دامنه با پسوند kp. در حال فعالیت هستند.

## تاریخچه
کره شمالی در سال ۲۰۰۴ درخواست تشکیل دامنه سطح‌بالای کُد کشوری را داد، اما آیکان با این درخواست مخالفت کرد، چون کره شمالی از برخی از شرایط برخوردار نبود. درخواستی دیگر نیز از طرف مرکز کامپیوتر کره در اروپا در سال ۲۰۰۶ فرستاده شد. بعدها، مرکز کامپیوتر کره و سفیر کره شمالی به سازمان ملل متحد این درخواست را از آیکان تکرار کردند و آیکان نیز به دلیل در اختیار نگذاشتن اطلاعات کافی، این درخواست را رد کرد. یک درخواست جدید مجدداً در سال ۲۰۰۷ فرستاده شد و نماینده آیکان کشور را در مه همان سال بازدید کرد. این دفعه، آیکان با اختصاص kp. به کره شمالی موافقت کرد.

## استفاده
در سال ۲۰۱۷، ۹ دامنه سطح‌بالا و ۲۸ دامنه ثبت شده‌اند که در ادامه نوشته شده‌اند:
- airkoryo.com.kp متعلق به ایر کریو، شرکت هواپیمایی دولتی کره
- cooks.org.kp متعلق به انجمن آشپزان کره، وبگاهی با صدها دستور آشپزی
- friend.com.kp متعلق به انجمن روابط فرهنگی با کشورهای خارجی کره، یک شبکه اجتماعی
- gnu.rep.kp متعلق به رادیو پیونگ یانگ با عنوان اتحاد بزرگ کشور
- kass.org.kp وبسایتی دربارهٔ ایدئولوژی جوچه
- kcna.kp وبگاه خبرگزاری مرکزی کره
- kiyctc.com.kp متعلق به شرکت بین‌المللی جهانگردی کودکان و جوانان
- knic.com.kp متعلق به شرکت ملی بیمه کره
- kptc.kp متعلق به شرکت پست و ارتباطات تلفنی کره
- ksf.com.kp دربارهٔ ورزش کره شمالی با عنوان «کره سریعتر»
- korean-books.com.kp وبگاه انتشارات کره شمالی
- koredufund.org.kp متعلق به بنیاد تحصیل کره
- korelcfund.org.kp متعلق به بنیاد کهنسالی کره
- korfilm.com.kp وبگاه جشنواره بین‌المللی فیلم پیونگ یانگ
- lrit-dc.star.net.kp وبگاهی برای مقاصد رهیابی
- ma.gov.kp متعلق به سازمان دریایی کره
- masikryong.com.kp وبگاه پیست اسکی ماسیکریونگ
- mediaryugyong.com.kp وبگاه مرکز برنامه‌نویسی ریوگیونگ
- mfa.gov.kp وبگاه وزارت امور خارجه کره شمالی
- naenara.com.kp وبگاه رسمی دولت کره شمالی
- nta.gov.kp هیئت توریسم کره
- portal.net.kp
- pyongyangtimes.com.kp هفته‌نامه "پیونگ یانگ تایمز"
- rcc.net.kp مرتبط با رسانه
- rodong.rep.kp وبگاه روزانه ارگان حزب کارگران کره، رودونگ سینمون
- ryongnamsan.edu.kp وبگاه دانشگاه کیم ایل-سونگ
- sdprk.org.kp دربارهٔ ورزش کره شمالی
- silibank.net.kp ایمیل بین‌المللی
- star.net.kp وبگاه رسانندهٔ خدمات اینترنتی کره شمالی
- star-co.net.kp مرتبط با رسانندهٔ خدمات اینترنتی کره شمالی
- star-di.net.kp مرتبط با رسانندهٔ خدمات اینترنتی کره شمالی
- tourismdprk.com.kp دربارهٔ توریسم در کره شمالی
- vok.rep.kp وبگاه صدای کره، ایستگاه رادیویی در رده موج کوتاه

برخی از دامنه‌های .kp فقط در کره شمالی (اینترنت ملی کره شمالی با نام کوانگ میونگ) قابل دسترسی هستند.